# Twisted Metal: Small Brawl
Twisted Metal: Small Brawl è un videogioco di combattimento tra veicoli prodotto da Incognito Inc. Entertainment e pubblicato dal Sony il 26 novembre 2001.

## Modalità di gioco
Il gioco propone una modalità carriera in cui 12 personaggi (ripresi dai giochi precedenti e riproposti come bambini) si sfidano con delle macchinine telecomandate e pesantemente armate in vari scenari casalinghi. Vince il giocatore che riesce a distruggere i veicoli avversari.

## Progettazione
Il titolo originale del gioco era Twisted Metal Kids e fu annunciato il 2 marzo 2001 durante la presentazione a Santa Monica di Twisted Metal: Black. Il nome Small Brawl fu introdotto alla presentazione del gioco presso l'Electronic Entertainment Expo di Los Angeles il 16 marzo 2001. Il gioco sfrutta lo stesso motore grafico di Twisted Metal 2: World Tour.

## Accoglienza
Tutti i maggiori magazine dei videogiochi hanno dato pareri molto negativi al gioco, definendolo come il peggiore dei Twisted Metal a causa della grafica obsoleta e del gameplay troppo lento.